# Бабамуратова, Гульбадам Бекмуратовна
 Гульбадам Бекмуратовна Бабамуратова (туркм. Gulbadam Babamuratowa; род. 24 августа 1991, пос. Свинцовый рудник, г. Магданлы, Чаршангинский район, Чарджоуская область, Туркменская ССР, СССР) — туркменская дзюдоистка и самбистка в категории до 52 кг. Мастер спорта международного класса.

## Биография
Студентка Института спорта и туризма Туркменистана. Воспитанница Школы высшего спортивного мастерства Туркменистана. Тренеры — Чеменгуль Гельдыбаева и Дорткулы Тедженов.
В 2012 году на 36-м чемпионате мира по самбо в Минске стала чемпионкой мира в весовой категории до 52 кг. В том же году победила на открытом Кубке Европы по дзюдо в Стамбуле (Турция). В декабре завоевала золотую медаль на Кубке мира по самбо среди студентов в Казани.
В 2013 году завоевала золотую медаль в борьбе на поясах и бронзовую в самбо (до 52 кг) на Универсиаде в Казани.
В июне 2014 года завоевала золотую медаль на чемпионате Азии по спортивному и боевому самбо в Ташкенте. На Азиатских играх 2014 в Инчхоне завоевала серебряную медаль. На Пляжных Азиатских играх 2014 завоевала золотую и серебряную медаль. Признана лучшей спортсменкой 2014 года в Туркменистане.
Очередной успех Гульбадам получила на открытом турнире Азии на Тайване в соревнованиях «Taipei-2015». Она завоевала золотую медаль по дзюдо, взяв вверх над Юрой Ким из Республики Корея.

## Награды
- Орден «За большую любовь к независимому Туркменистану» (2017)[14]